# Wintrack

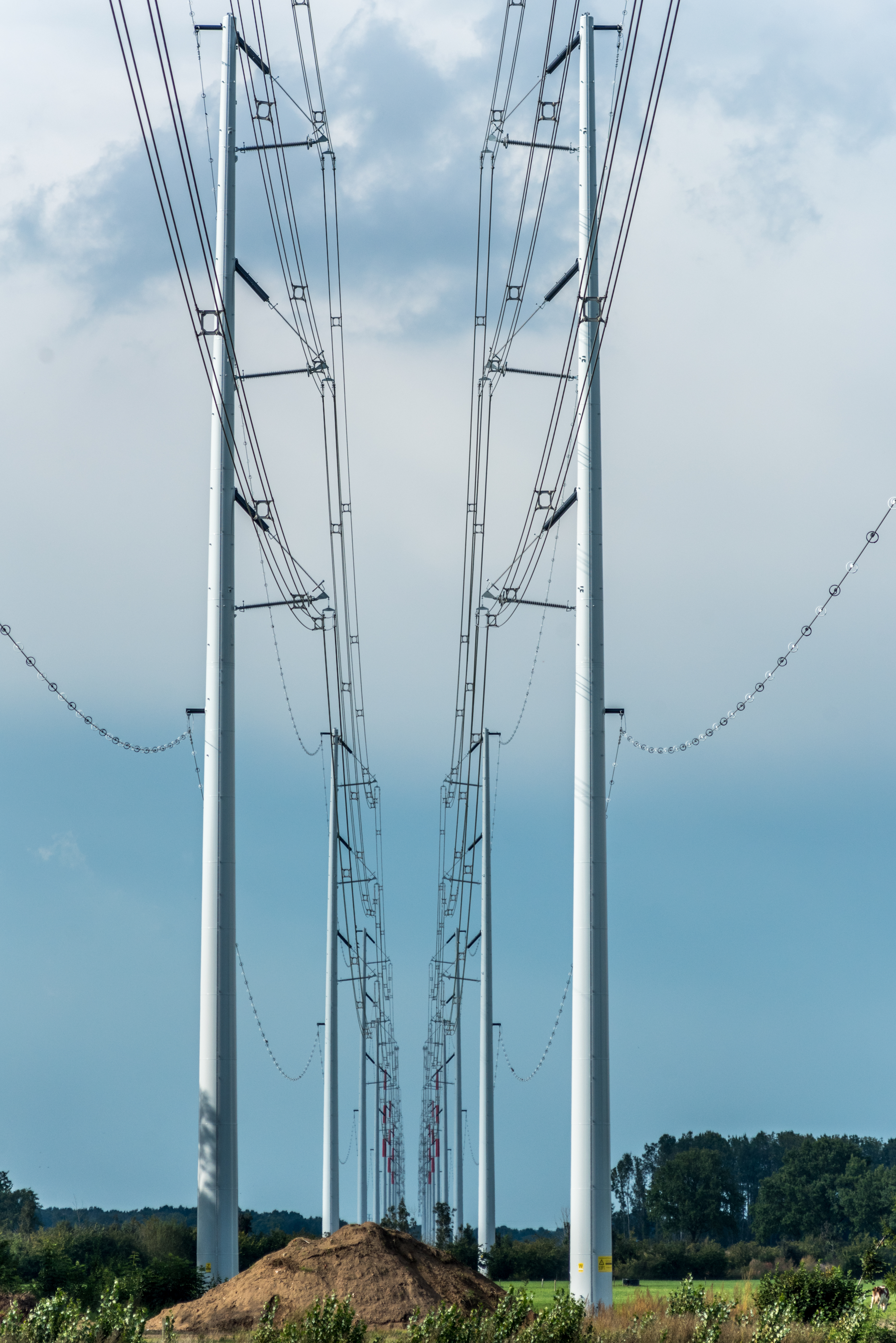
Wintrackmasten van de 380kV-hoogspanningslijn Doetinchem–Wesel.

Wintrack is de naam voor een Nederlands ontwerp van een hoogspanningsmast die bestaat uit een tweetal bovengrondse buismasten, een zogenaamde bipole.

## Ontwerp
Het ontwerp is gemaakt door architectenbureau ZJA in opdracht van TenneT. Het is niet gepatenteerd en mag vrij gebruikt worden. Het kreeg de Dutch Steel Award 2016.
De eerste exemplaren werden geplaatst in 2011.
Later, rond 2017, kwam de Wintrack II, die deels of geheel van beton kan worden gemaakt in plaats van alleen staal. Het aantal mogelijke configuraties is uitgebreid met de mogelijkheid om 4 380kV-circuits te dragen. Minder zichtbaar is verandering van de ophanging van de geleiders, en vergroting van de overspanning tussen twee wintracks.

## Bouw en uiterlijk
De masten bestaan uit twee of drie delen elk, die ter plaatse op elkaar worden gezet. De mastdelen worden van binnenuit aan elkaar vastgemaakt. Het gewicht van een enkele stalen mast van 57 m is 53000 kilo, van 74,5 meter 61600 kilo. De wanddikte van de mast is onderaan 5 centimeter. De hoogte is 43 tot 90 meter (meestal 55 tot 60 meter).
Overzicht van masthoogte en -dikte, Wintrack II, voor de lijn Rilland - Borssele:
| Functie   | Hoogte | Ø voet | Ø top |
| --------- | ------ | ------ | ----- |
| steunmast | 57 m   | 2,2 m  | 0,6 m |
| steunmast | 57 m   | 2,4 m  | 0,8 m |
| steunmast | 75 m   | 2,6 m  | 0,6 m |
| steunmast | 75 m   | 2,9 m  | 0,8 m |
| hoekmast  | 57 m   | 2,8 m  | 0,8 m |
| hoekmast  | 75 m   | 3,4 m  | 0,8 m |

De buizen zijn licht taps. De hartafstand tussen de masten is ongeveer 15 tot 22 meter. Bij hoekmasten waar de bretel buitenom loopt kan het 7,5 meter zijn. Ze dragen overspanningen van gemiddeld 425 meter.
De masten zijn wit of grijzig van kleur (RAL 9018, papyruswit), de objecten aan de mast donker (RAL 7021, zwartgrijs). Volgens Tennet valt door de grijzige kleur de mast weg tegen de Hollandse lucht.
Ze zijn onafhankelijk, zonder traversen of andere verbinding tussen de masten van elk paar; alleen om resonantie tegen te gaan kunnen de masten door een tuidraad met elkaar worden verbonden.
De geleiders worden meestal opgehangen aan isolators die zijwaarts uitsteken in driehoekvorm. Bij model Wintrack II worden ook andere constructies gebruikt.
Aan de top van de masten zijn de bliksemdraden bevestigd. Veel lager, nog onder de gewone geleiders, kunnen nog (dichter bij de masten) retourstroomgeleiders zijn aangebracht.
Die dienen voor verminderen van aardstromen en van het magnetisch veld van de lijn; ze verbeteren de elektromagnetische compatibiliteit.
Er is geen vaststaand aantal ophangniveaus; in de praktijk worden er drie gebruikt. Ook andere ophangconstructies zijn mogelijk, de mast zelf blijft gelijk. Bij een leiding met twee circuits hangen de geleiders tussen de masten, zo dicht mogelijk bij elkaar. Dit wordt gedaan om de magnetische velden zo klein en zwak mogelijk te houden.
Als er meer geleiders nodig zijn, kunnen die aan naar buiten stekende isolatoren hangen; zo is er plaats voor viermaal drie geleiders (zes aan elke individuele mast). Bij de oorspronkelijke Wintracks konden 2 380kV-circuits tussen de masten en 2 150kV-circuits buiten de masten worden opgehangen, de Wintrack II kan zowel tussen als buiten de masten 380kV-circuits dragen.
Bij gebruik als hoekmast loopt de bretel als een cirkelsegment horizontaal om de mast.
Hoekmasten van de eerste generatie wintracks nabij Delft stonden enigszins krom. In extreme omstandigheden (ijzel, storm, lijndansen) werd een maximaal toegestane afbuiging vier meter toelaatbaar geacht. Latere masten werden sterker uitgevoerd om dit te voorkomen.
Tennet noemt drie uitvoeringen:
- Standaardmast (met twee circuits tussen de masten)
- Viercircuitmast (twee extra circuits buiten de masten)
- Combinatiemast (met zowel 150kV- als 380kV-circuits)

### Klimvoorziening
Binnen in elke buis zit een ladder, toegankelijk door een deur. Die ladder wordt gebruikt bij de montage door de monteur die de buisdelen aan elkaar vastschroeft. Aan de buitenzijde zitten rails waarmee men met een automatisch liftje of met spierkracht naar boven kan.

## Gebruik
Wintracks zijn in Nederland in gebruik sinds 2011. De eersten verschenen in de buurt van Bleiswijk. Ze dragen voornamelijk 380kV-lijnen, maar soms ook lijnen met lagere spanning, bijvoorbeeld als daardoor een andere lijn kan worden verwijderd. Ze kunnen dienst doen voor diverse mastfuncties, zoals draagmast, eindmast, of hoekmast; voor hoge kruisingsmasten worden echter vakwerkmasten ingezet, zoals bij de oversteek over het Kanaal door Zuid-Beveland van rond 2022. Daar staan vakwerkmasten van ongeveer 100 m hoog in een traject met Wintracks.
Bij Vijfhuizen nabij de Polderbaan van Schiphol is een aantal lage Wintracks geplaatst: 45 tot 50 meter; de overspanningen zijn ook korter: 250 tot 300 meter. 
Van elke wintrack is de buis die het dichtst bij de Polderbaan staat uitgevoerd in rood-wit.
Het Ministerie van Economische Zaken schreef het gebruik van de Wintrack voor bij inpassingsplannen voor nieuwe hoogspanningsleidingen. Niettemin is voor een nieuwe lijn in oostelijk Brabant, Geertruidenberg - Tilburg, gekozen voor vakwerkmasten (model Moldaumast). Redenen daarvoor zijn:
- past beter naast de nabije bestaande vakwerkmasten
- het is niet duurder

In april 2023 werd bekend dat Tennet in nieuw te ontwerpen hoogspanningslijnen geen Wintracks meer zal gebruiken.

## Voor- en nadelen
- Sterk gereduceerd, smaller magneetveld (bijvoorbeeld vergeleken met een donaumast) omdat de circuits zo dicht mogelijk naast elkaar hangen. Dit effect is overigens minder als er ook circuits aan de buitenzijden van de masten hangen.
- Onderhoudsvriendelijk - uitgangspunt voor de masten is een onderhoudsvrije periode van 55 jaar, voor de coating 35 jaar.
- Flexibel in gebruik
- Niet makkelijk te beklimmen
- Minimalistisch ontwerp
- Lelijk[3]
- Mooi[4]

## Foto's

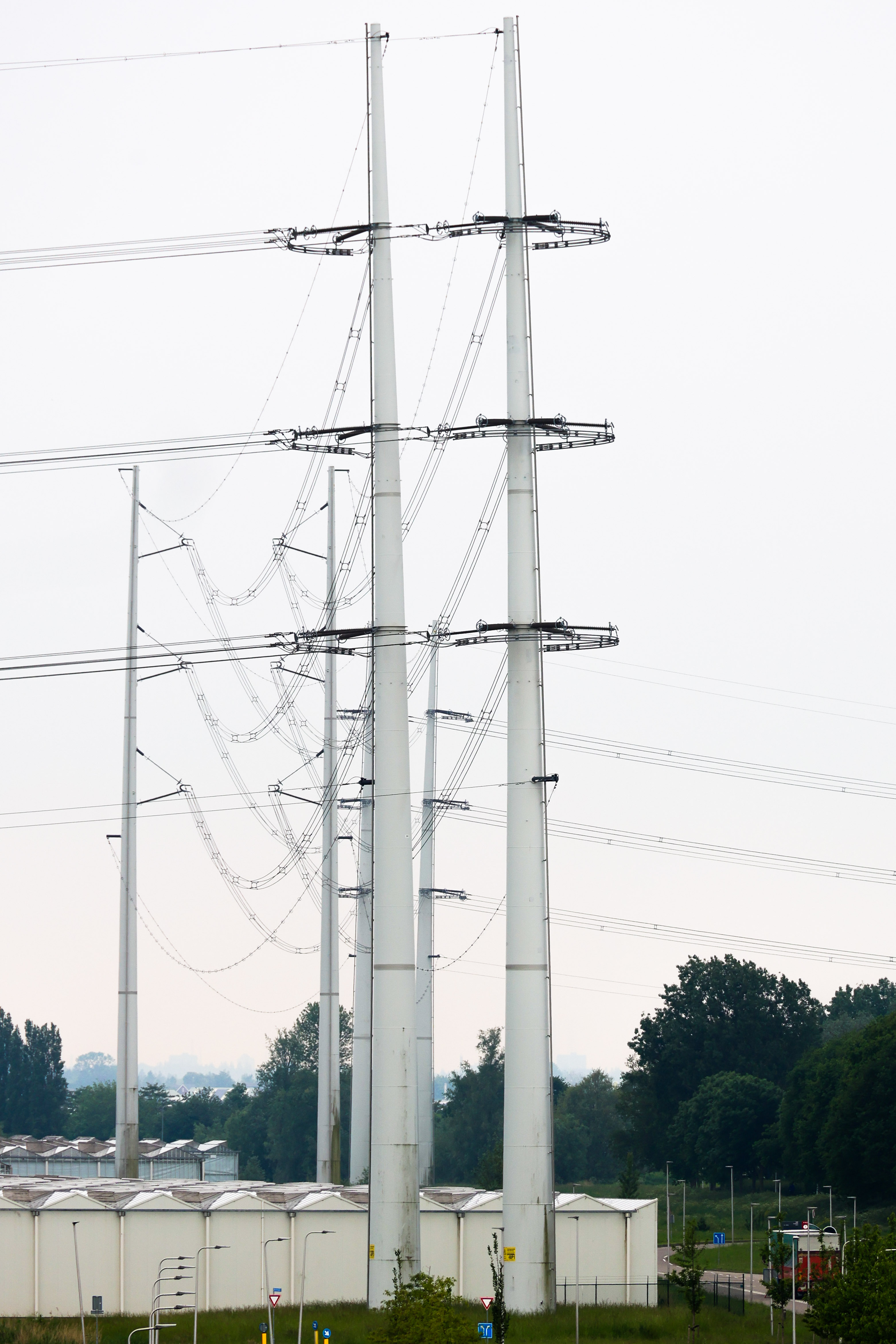
Kromme Wintracks uit 2013
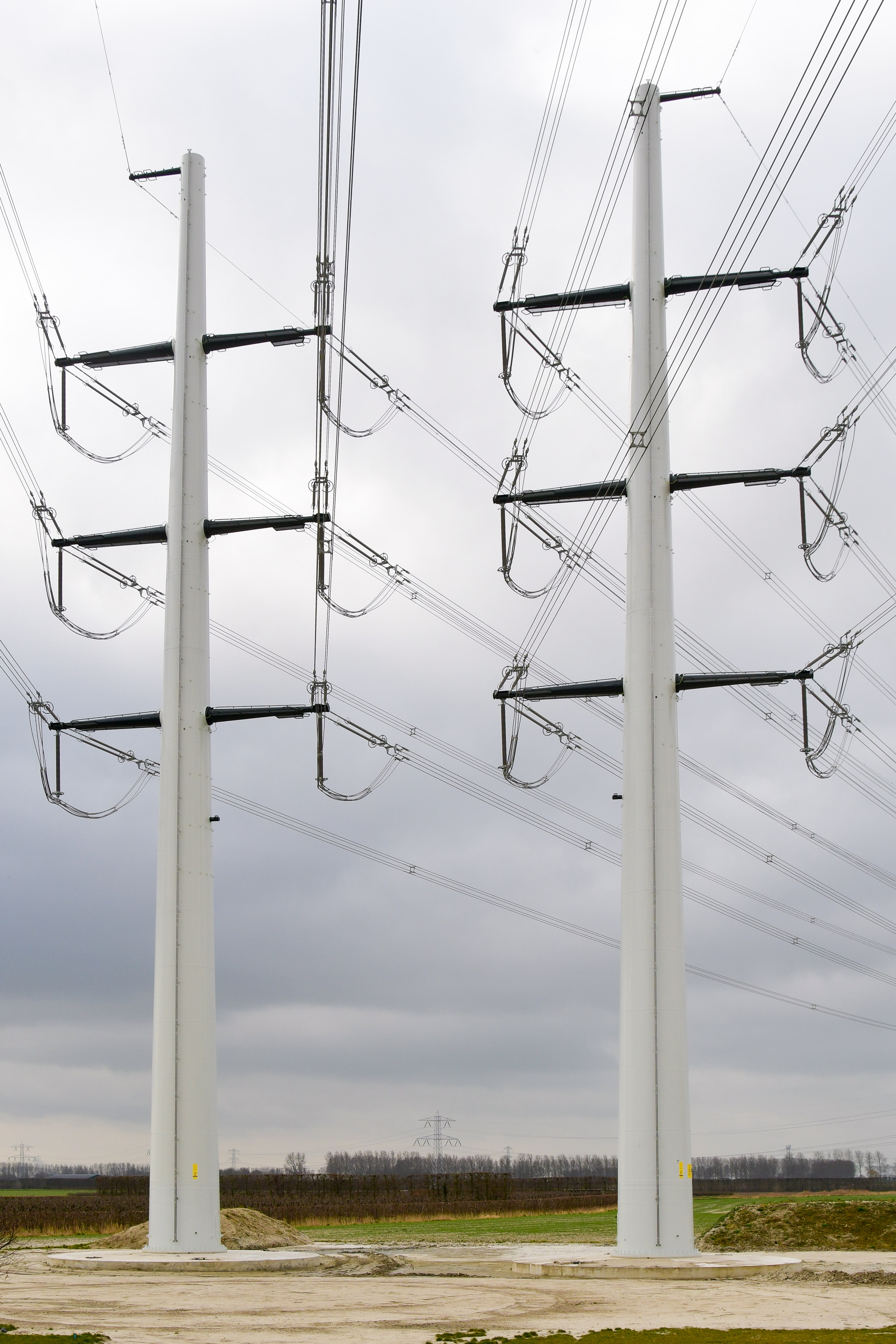
Hoekmast met vier circuits
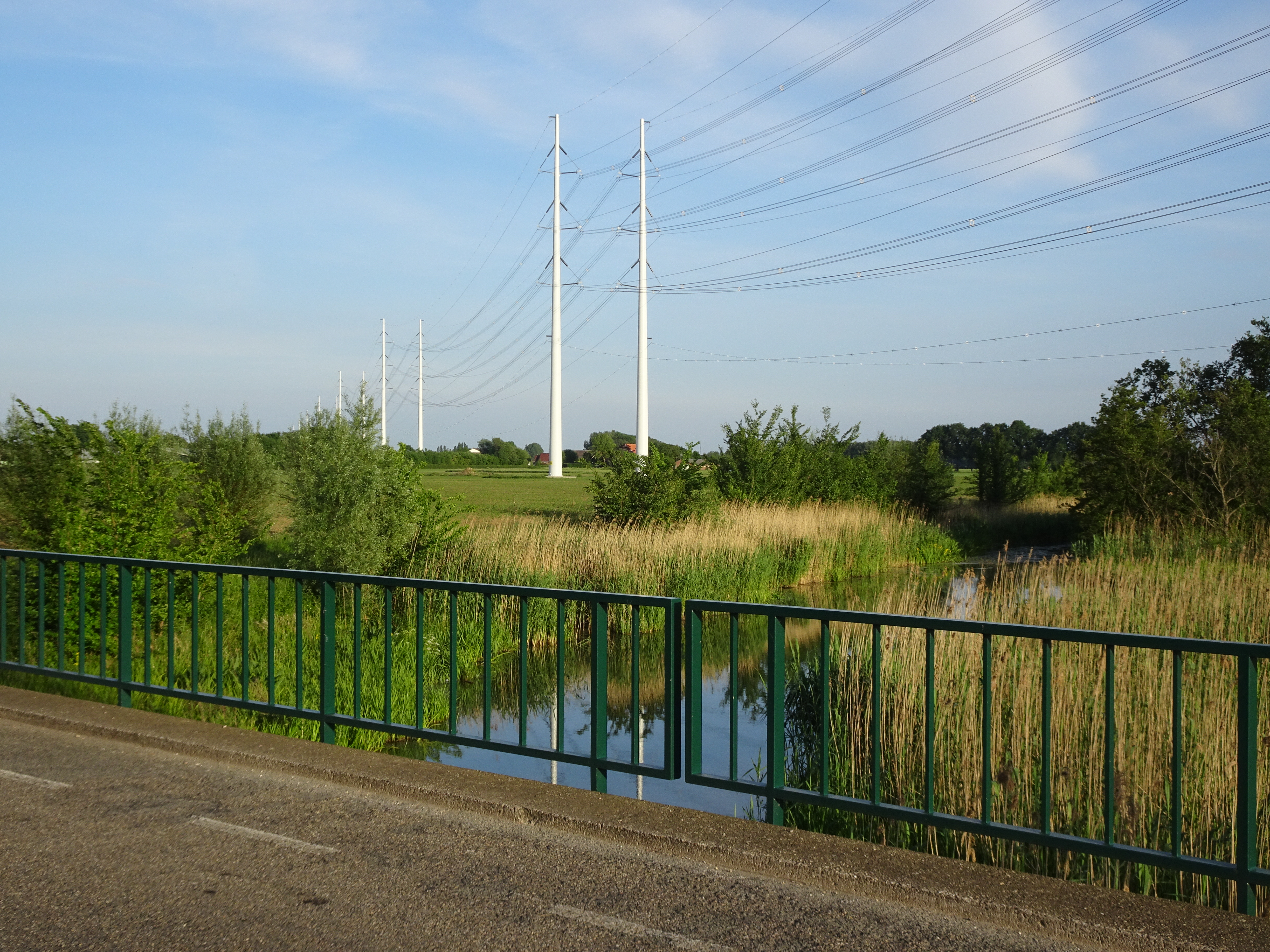
Wintracks bij Waalse Water
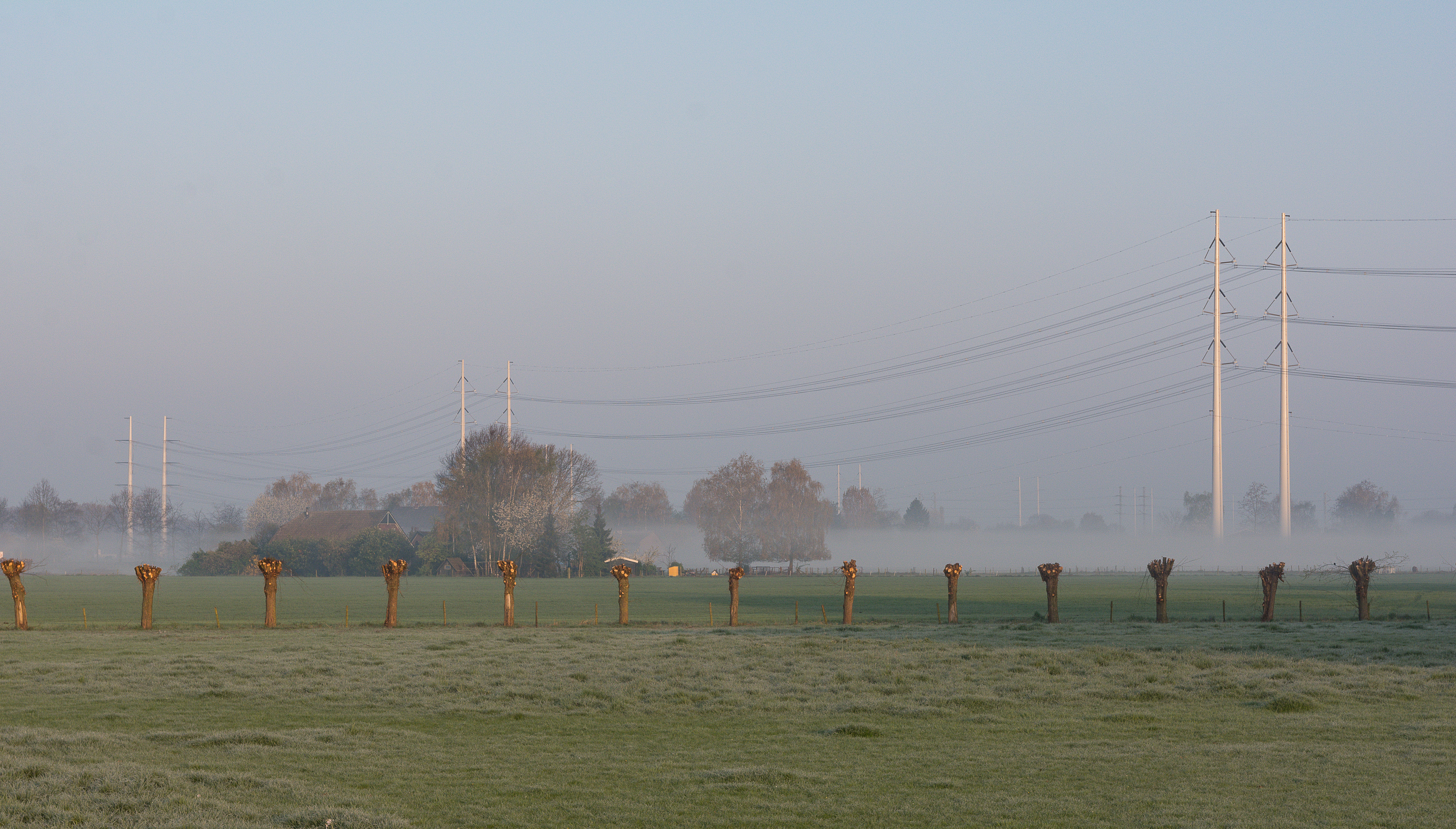
Wintracks in Oude IJsselstreek.
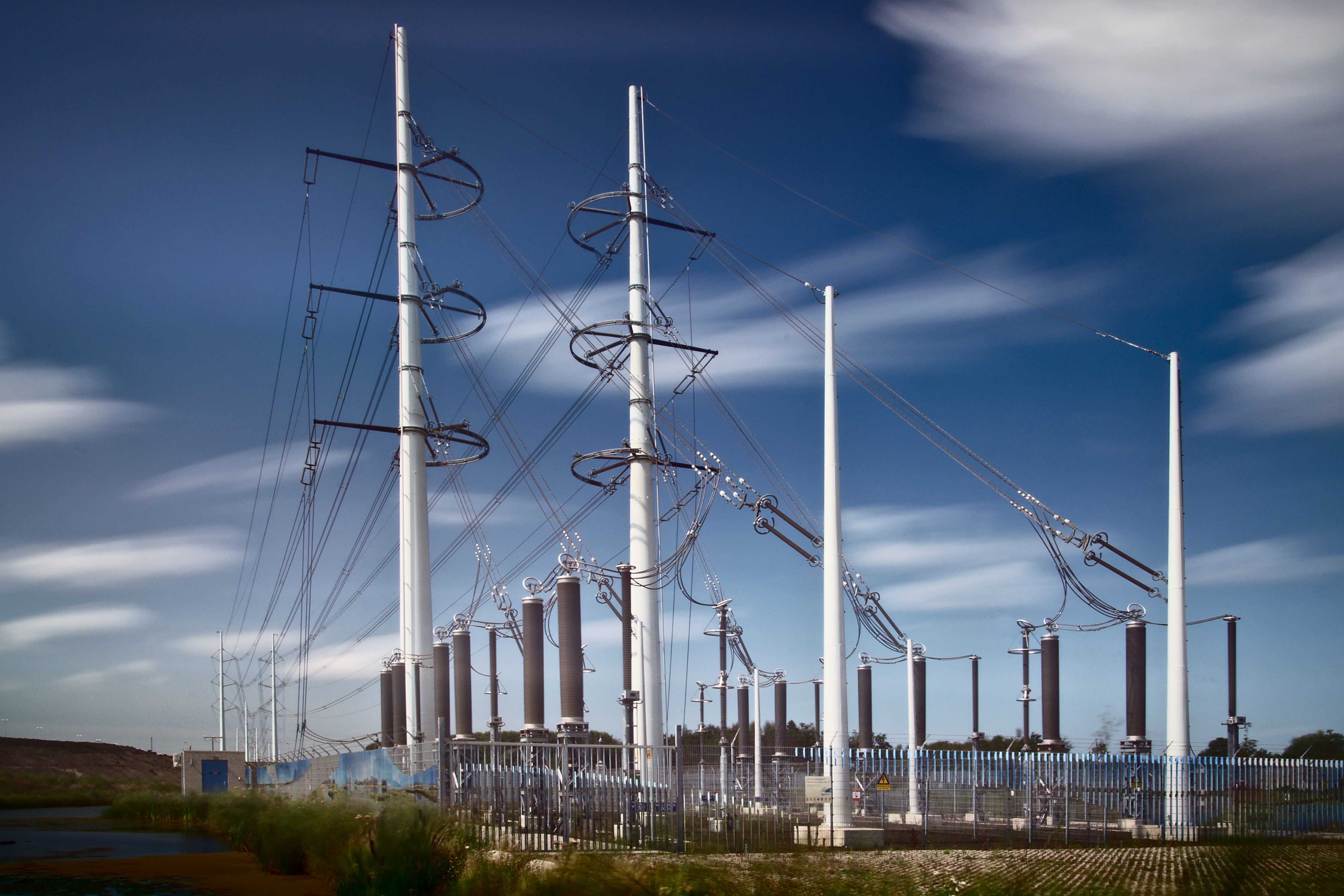
Eindmast, Delft
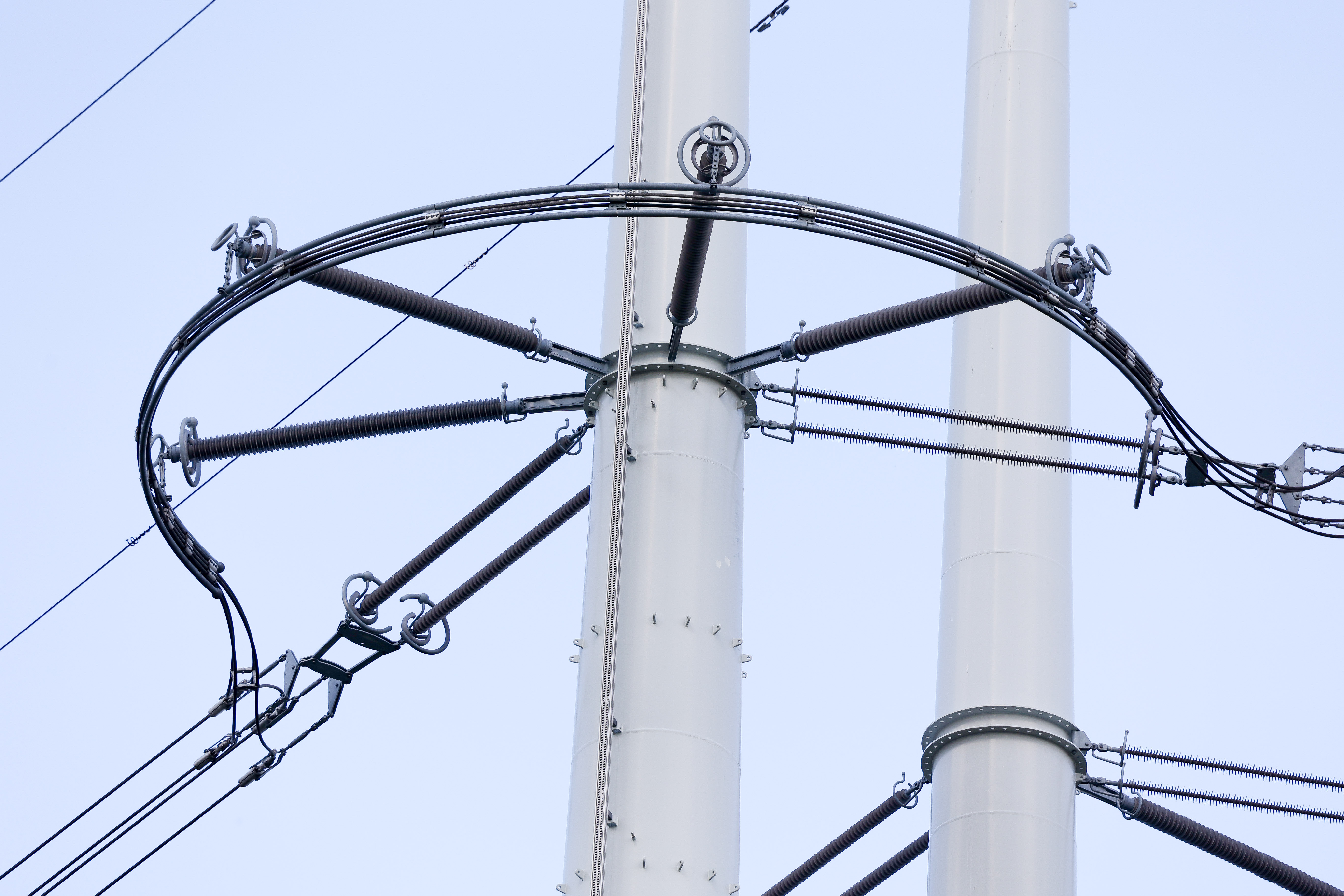
Ophanging hoekmast met twee circuits
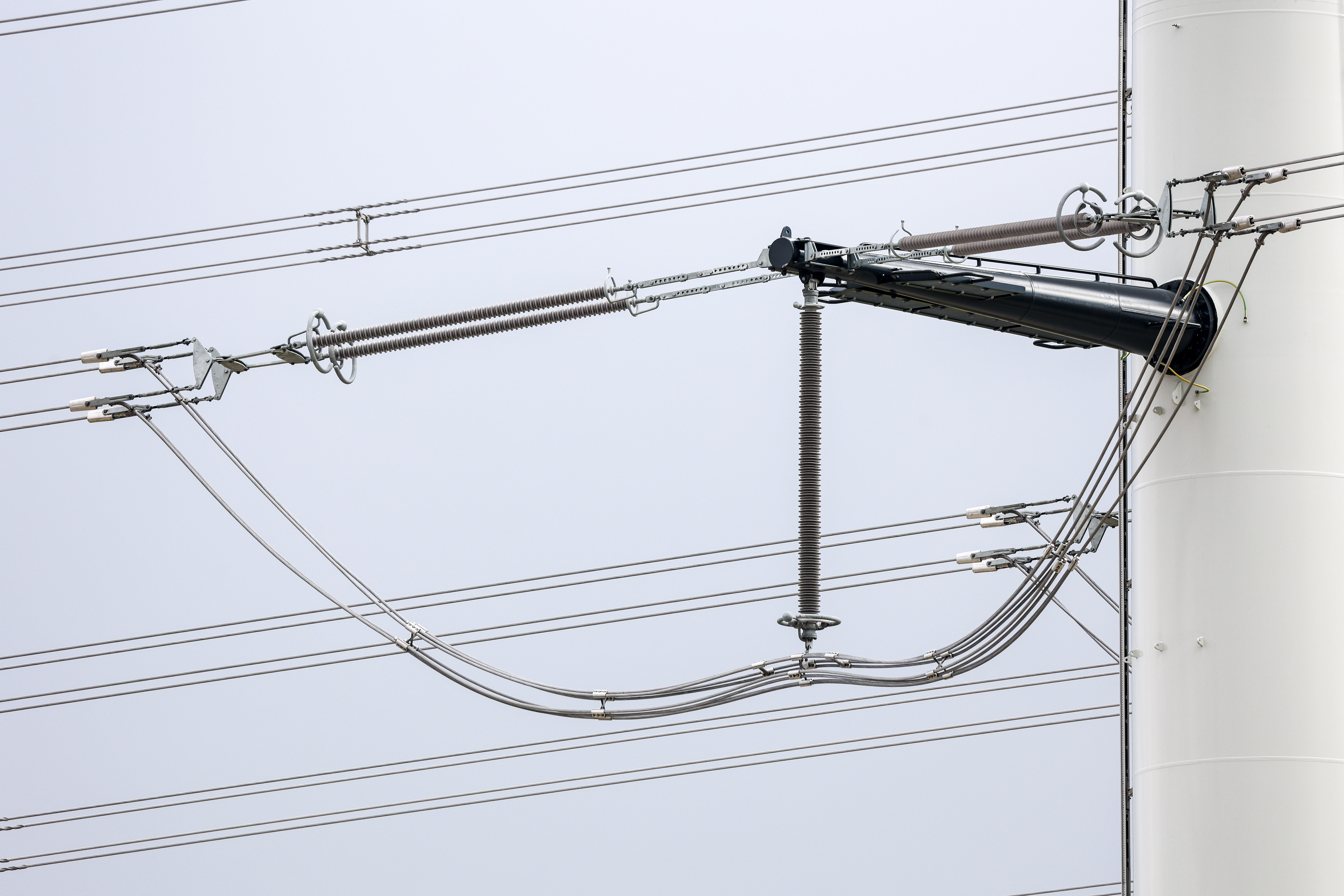
Ophanging hoekmast met vier circuits
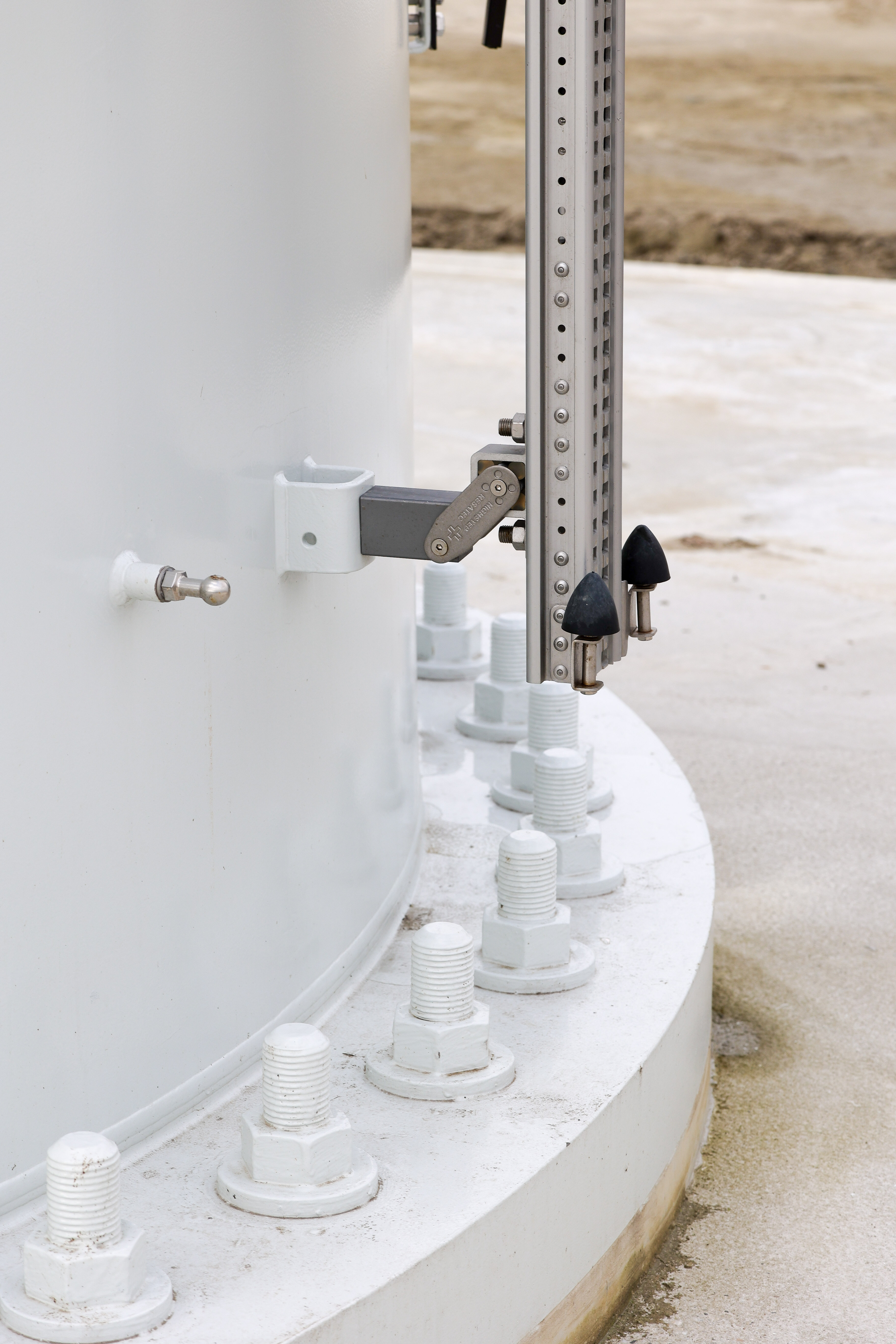
Ondereind van klimvoorziening